# Munsif Marzúkí
Munsif Marzúkí (arabsky Muhammad al-Munṣif al-Marzūqī, * 7. července 1945) je tuniský politik, který byl prezidentem Tuniska od roku 2011 do roku 2014. Během svého života byl lékař a politik. 

## Mládí
Narodil se ve městě Grombalia, asi 35 km jihovýchodně od Tunisu, ve francouzském Tunisku jako syn kádího. Jeho otec byl zastáncem Salaha Ben Youssefa (soupeře Bourguiba).

## Prezident Tuniska
Prezidentem Tuniské republiky se stal 13. prosince 2011. V březnu roku 2014 zrušil výjimečný stav, který tu platil od vypuknutí revoluce v roce 2011. V srpnu roku 2014 se vzdal dvou třetin svého prezidentského platu, prý, aby byl vzorem pro stát v nepříznivé ekonomické době.
V prezidentských volbách v roce 2014 ho porazil Kaíd Sibsí a nahradil ho v úřadu dne 31. prosince 2014
V listopadu 2021 byl na Moncefa Marzoukiho vydán mezinárodní zatykač pro ohrožení bezpečnosti státu.

## Osobní život
Z prvního manželství má Munsif Marzúkí dvě dcery: Myriam a Nadiu. V prosinci 2011 se oženil s francouzskou lékařkou Beatrix Rheinovou.

## Vyznamenání
- komandér Řádu čestné legie – Francie, 4. července 2013
- řetěz Řádu Muhammada – Maroko, 31. května 2014[8]
- velkokříž Národního řádu Nigeru – Niger, 23. června 2014
- Řetěz nezávislosti – Katar, 2014